# ザバイカリスク

ザバイカリスク
Забайкальск

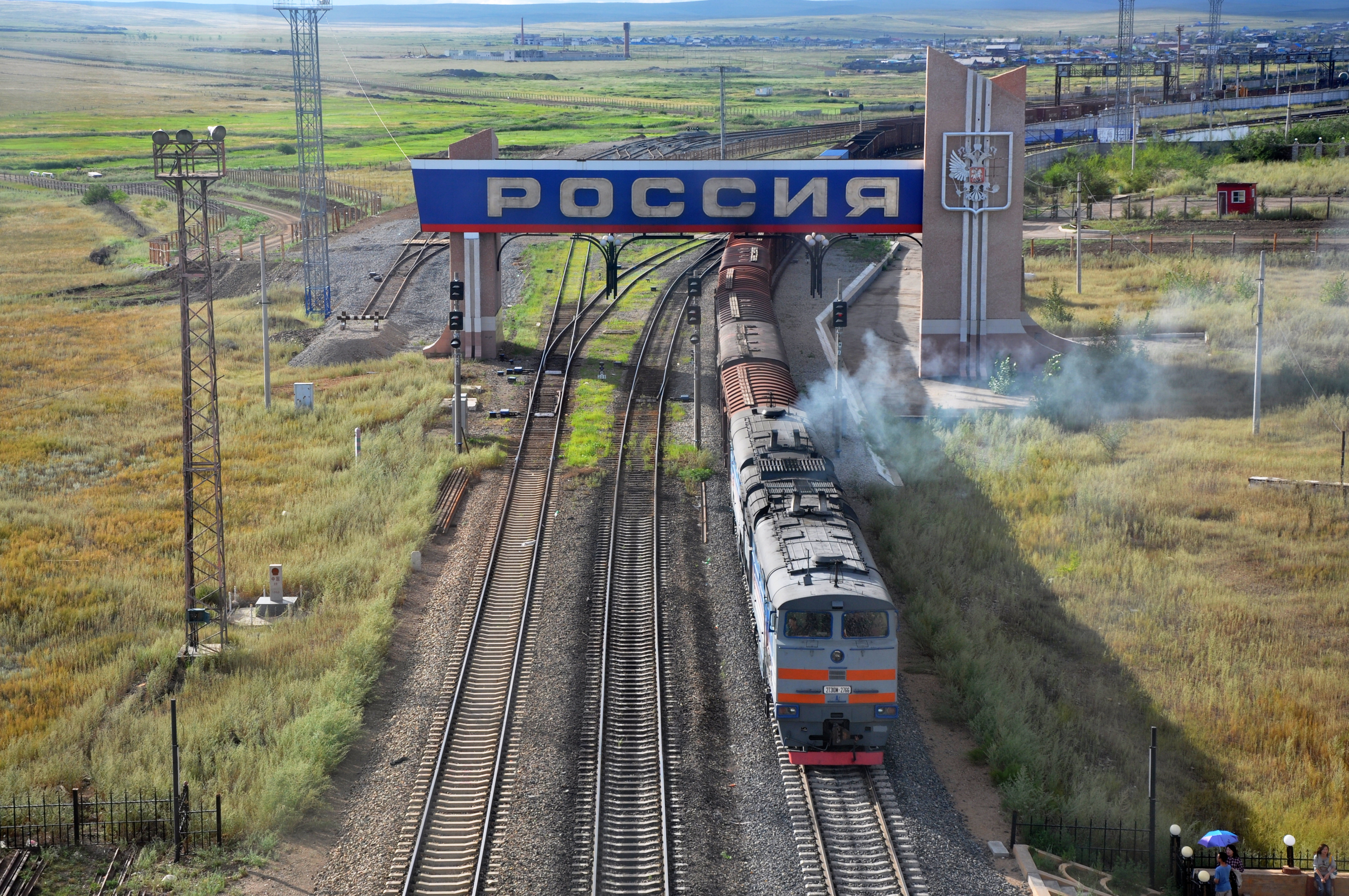
ロシア・中国国境

ザバイカリスク（ロシア語: Забайка́льск）は、ロシア連邦ザバイカリエ地方ザバイカリスク地区に所在する都市型集落。ザバイカル（簡体字:后貝加尔、繁体字:后貝加爾）とも。人口は1万3445人（2021年）。

## 概要
ザバイカリスクはバイカル湖の向こう側という意味で、ロシアと中華人民共和国の国境に接する町。中国側の町は満州里市である。
市内をアジアハイウェイのAH-6が通っている。
かつては100km弱東方にあるアルグン川の阿巴該図島で露中間の国境問題が存在した。

## 歴史
ザバイカリスクは、もともとシベリア鉄道の支線として鉄道が敷設され、現在のザバイカリスク駅が完成すると同時に出来た都市である。
- 1904年　東清鉄道により「ラズイェスト86」（Razyezd 86, Разъезд № 86、「交換駅86号」）として駅が開業。
- 1924年　この年より、国境警備隊が駐屯する。
- 1929年　中ソ紛争の結果、駅名をオトポール（Otpor, Отпор、「撃退」）に改める。
- 1930年代　東清鉄道は満州国に買収され、中国側の軌間は1435mmに改軌される。
- 1936年　多数の亡命ユダヤ人が満州国への入国を求めて集結。（オトポール事件）
- 1945年　ソ連対日参戦により中国側の軌間が1520mmに戻される。
- 1958年　中国側の要請により、オトポール駅をザバイカリスク駅に改める。

## 人口推移
- 8,632人（1989年）
- 10,210人（2002年）
- 11,769人（2010年）
- 13,445人（2021年）

## 交通
ザバイカリスクはロシアと中国とを直接結ぶ3ヶ所の内の1ヶ所である。他の2ヶ所は遥か東の沿海地方に所在する。また、露中間の旅行の場合はモンゴル国を経由して行くのが一般的である。
また、町北部のチホルトゥイ近郊にはザバイカリスク北空港が所在する。